# Vịnh Alaska
Vịnh Alaska là một vịnh nằm trên Thái Bình Dương, khu vực bờ biển của tiểu bang Alaska, kéo dài từ bán đảo Alaska và đảo Kodiak ở phía tây của bán đảo Alexander ở phía đông, ở khu vực vịnh Glacier và Inside Passage.
Toàn bộ bờ biển của vịnh là rừng, núi và các dòng sông băng. Các dòng sông băng lớn nhất của Alaska: Dòng sông băng Malaspina và Dòng sông băng Bering chảy vào đồng bằng ven biển dọc theo Vịnh Alaska.
Bờ biển ở đây rất lồi lõm, with Cook Inlet và Prince William Sound the two largest connected bodies of water, but also including Vịnh Yakutat và Cross Sound. Vịnh Lituya là nơi xảy ra trận sóng thần lớn nhất trong lịch sử và cũng là nơi neo đậu và trú ẩn thường xuyên của tàu thuyền đánh cá.
Xét về khí tượng học thì vịnh Alaska là nơi sinh ra rất nhiều cơn bão. Ngoài việc đổ xuống Nam Alaska rất nhiều tuyết và băng gây ra những vụ lớn nhất trong lịch sử ở phía Nam Vòng Bắc Cực, nhiều cơn bão còn di chuyển về phía nam dọc theo các bờ biển thuộc British Columbia, Washington và Oregon. Rất nhiều cơn mưa theo mùa trên vùng Tây Bắc Thái Bình Dương đến từ Vịnh Alaska.